# Tyron Woodley
Tyron Lakent Woodley (født 7. april 1982 i Ferguson, Missouri i USA) er en amerikansk professionel MMA-udøver og skuespiller, der er forhenværende UFC-weltervægts-mester. Woodley har været professionel siden 2009 og har også kæmpet i Strikeforce. I september 2018 var han nummer 7 på UFC's officielle pund-for-pund-rangliste.

## Tidlige liv
Woodley er født og opvokset i Ferguson, Missouri. Han var Sylvester og Deborah Woodley 11. af 13 børn. Han blev opfostret af sin mor, efter at hans far forlod familien tidligt i hans liv. I high school dyrkede Han to idrætter, Amerikansk fodbold og brydning.
Efter sin dimission fra McCluer High School i 2000 gik Woodley på University of Missouri og blev en del af deres bryderhold. Der blev han to gange amerikansk mester, i hhv. 2003 og 2005. Woodley dimitterede i 2005 med en grad i landbrugsøkonomi.

## MMA-karriere
Woodley kæmpede sin første professionelle kamp den 7. februar, 2009 mod Steve Schnider. Det blev afholdt af Headhunter Productions på Holiday Inn Select Executive Center i Columbia, Missouri. Woodley vandt via submission i 1. omgang.
Woodley anden professionelle kamp var mod Jeff Carstens den 30. april, 2009. Han vandt kampen via submission i 1. omgang.

### Strikeforce
Woodley fik sin Strikeforce debut mod Sal Skoven i sin hjemby, St. Louis, Missouri. Kampen fandt sted ved arrangementet Strikeforce: Lawler vs. Skjolde den 6 juni, 2009. Woodley vandt kampen ved submission sent i første omgang Efter sejren, underskrev Strikeforce en  en seks-kamps-aftale med Woodley.

### Ultimate Fighting Championship
Woodley mødte Jay Hieron den 2. februar, 2013, ved UFC 156 i sin debutkamp for organisationen, hvor han erstattede en skadet Erick Silva. Woodley vandt kampen via KO på blot 36 sekunder i 1. omgang.
Woodley mødte Jake Shields den 15. juni, 2013, ved UFC 161. Woodley tabte kampen via split decision.
Woodley mødte herefterJosh Koscheck ved UFC 167 den 16. november, 2013. Han vandt kampen via knockout i 1. omgang. Sejrenindbragte ham også hans første Knockout of the Night bonus-pris.
Woodley mødte herefter den tidligere Interim-Weltervægt mester Carlos Condit, ved UFC 171. Woodley vandt via TKO efter at Condit, blev ramt af en knæskade i 2. omgang.
Woodley skulle have mødt Johny Hendricks den 3. oktober, 2015, ved UFC 192. Det blev annonceret den 2. oktober, 2015, at Hendricks blev tvunget ud af kampen på grund af komplikationer med at klare vægten.

### UFC Welterweight Mesterskab
Woodley mødte weltervægt-mesteren Robbie Lawler den 30. juli, 2016, i hovedkampen på  UFC 201. Han vandt den kamp via knockout halvvejs gennem første 1. gang og vandt dermed UFC-weltervægt-titlen. Denne sejr indbragte hamPerformance of the Night-prisen.
Woodley havde sit første titelforsvar mod Stephen Thompson den 12. november, 2016, ved UFC 205.  Kampen endte uafgjort med to dommere, der scorede kampen 47-47 og den tredje 48-47 til fordel for Woodley. Efterfølgende, blev begge kæmpere tildelt Fight of the Night bonus-prisen.
Revanchekampen mod Thompson fandt sted den 4. marts 2017 som hovedkampen på UFC 209. Det var endnu en tæt kamp hvor Woodley vandt via en tæt afgørelse.
I sit tredje titelforsvar, mødte Woodley Demian Maia den 29. juli, 2017, i en af hovedkampene på UFC 214. Han vandt kampen via enstemmig afgørelse. Woodley udtalte efter konkurrencen, at han havde revet hans labrum i sin højre skulder i 1. omgang. Woodley, blev senere opereret for at reparere skaden.
Woodley forsvarede sin titel mod Darren Till den 8. september, 2018 på UFC 228. Han vandt kampen via submission i 2. omgang. Denne sejr indbragte ham Performance of the Night-prisen. Woodley modtog også sit Brasilianske jiu-jitsu sort bælte i buret fra Din Thomas efter sin sejr. 

## Mesterskaber og resultater

### MMA
- Ultimate Fighting Championship
  - UFC Welterweight Championship (Én gang; nuværende)
  - Tre vellykkede titelforsvar
  - En titelbehold (Uafgjort, UFC 205)
  - Knockout of the Night (Én gang) vs. Josh Koscheck
  - Udførelse af Natten (Tre gange) vs. Dong-Hyun Kim, Robbie Lawler, og Darren Till [36][22][34]
  - Fight of the Night (En gang) vs. Stephen Thompson
  - Bedste takedown-forsvar i procent i UFC historie (97.6%)
- Strikeforce
  - 2010 Rising Star of the Year
- ULTMMA Arkiveret 6. januar 2014 hos  Wayback Machine
  - 2009 Prospect of the Year[37]

## MMA-rekordliste
| Professionel rekordliste |          |            |
| 23 kampe                 | 19 sejre | 3 Nederlag |
| På knockout              | 6        | 1          |
| På submission            | 6        | 0          |
| På point                 | 7        | 4          |
| Uafgjort                 | 1        | 1          |

## Rekordliste
| Resultat | Facit  | Modstander               | Metode                          | Begivenhed                                         | Dato              | Omgang | Tid  | Sted                | Noter                           |
| -------- | ------ | ------------------------ | ------------------------------- | -------------------------------------------------- | ----------------- | ------ | ---- | ------------------- | ------------------------------- |
| Nederlag | 19-5-1 | Gilbert Burns            | Point (enstemmig afgørelse)     | UFC on ESPN: Woodley vs Burns                      | 30 maj 2020       | 5      | 5:00 | Las Vegas           |                                 |
| Nederlag | 19-4-1 | Kamaru Usman             | Point (enstemmig afgørelse)     | UFC 235                                            | 2 marts 2019      | 5      | 5:00 | Las Vegas           | Tabte titlen i Weltervægt.      |
| Sejr     | 19–3–1 | England Darren Till      | Submission (D’Arce choke)       | UFC 228                                            | 8 september 2018  | 2      | 4:19 | USA Dallas          | Forsvarede titlen i Weltervægt. |
| Sejr     | 18–3–1 | Brasilien Demian Maia    | Point (enstemmig afgørelse)     | UFC 214                                            | 29 juli 2017      | 5      | 5:00 | USA Anaheim         | Forsvarede titlen i Weltervægt. |
| Sejr     | 17–3–1 | USA Stephen Thompson     | Point (majoritet)               | UFC 209                                            | 4 marts 2017      | 5      | 5:00 | USA Las Vegas       | Forsvarede titlen i Weltervægt. |
| Uafgjort | 16–3–1 | USA Stephen Thompson     | Uafgjort                        | UFC 205                                            | 12 november 2016  | 5      | 5:00 | USA New York        | Forsvarede titlen i Weltervægt. |
| Sejr     | 16–3   | USA Robbie Lawler        | KO (slag)                       | UFC 201                                            | 30 juli 2016      | 1      | 2:12 | USA Atlanta         | Blev UFC-mestare i Weltervægt   |
| Sejr     | 15–3   | USA Kelvin Gastelum      | Point (split)                   | UFC 183                                            | 31 yesnuar 2015   | 3      | 5:00 | USA Las Vegas       |                                 |
| Sejr     | 14–3   | Sydkorea Kim Dong-Hyun   | TKO (slag)                      | UFC Fight Night: Bisping vs. Le                    | 23 august 2014    | 1      | 1:01 | Macao               |                                 |
| Nederlag | 13–3   | Canada Rory MacDonald    | Point (enstemmig afgørelse)     | UFC 174                                            | 14 juni 2014      | 3      | 5:00 | Canada Vancouver    |                                 |
| Sejr     | 13–2   | USA Carlos Condit        | TKO (skade)                     | UFC 171                                            | 15 marts 2014     | 2      | 2:00 | USA Dallas          |                                 |
| Sejr     | 12–2   | USA Josh Koscheck        | KO (slag)                       | UFC 167                                            | 16 november 2013  | 1      | 4:38 | USA Las Vegas       |                                 |
| Nederlag | 11–2   | USA Yeske Shields        | Point (split)                   | UFC 161                                            | 15 juni 2013      | 3      | 5:00 | Canada Winnipeg     |                                 |
| Sejr     | 11–1   | USA Yesy Hieron          | KO (slag)                       | UFC 156                                            | 2 februar 2013    | 1      | 0:36 | USA Las Vegas       |                                 |
| Nederlag | 10–1   | USA Nate Marquardt       | KO (armbar og slag)             | Strikeforce: Rockhold vs. Kennedy                  | 14 juli 2012      | 4      | 1:39 | USA Portland        | Titelkamp i weltervægt.         |
| Sejr     | 10–0   | Canada Jordan Mein       | Point (split)                   | Strikeforce: Rockhold vs. Yesrdine                 | 7 yesnuar 2012    | 3      | 5:00 | USA Las Vegas       |                                 |
| Sejr     | 9–0    | England Paul Daley       | Point (enstemmig afgørelse)     | Strikeforce: Fedor vs. Henderson                   | 30 juli 2011      | 3      | 5:00 | USA Hoffman Estates |                                 |
| Sejr     | 8–0    | Belgien Tarec Saffiedine | Point (enstemmig afgørelse)     | Strikeforce Challengers 13: Woodley vs. Saffiedine | 7 yesnuar 2011    | 3      | 5:00 | USA Nashville       |                                 |
| Sejr     | 7–0    | Brasilien André Galvão   | KO (slag)                       | Strikeforce: Diaz vs. Noons 2                      | 9 oktober 2010    | 1      | 1:48 | USA San Jose        |                                 |
| Sejr     | 6–0    | USA Nathan Coy           | Point (split)                   | Strikeforce Challengers 8: Lindland vs. Casey      | 21 maj 2010       | 3      | 5:00 | USA Portland        |                                 |
| Sejr     | 5–0    | USA Rudy Bears           | Submission (arm-triangle choke) | Strikeforce Challengers 5: Woodley vs. Bears       | 20 november 2009  | 1      | 2:52 | USA Kansas City     |                                 |
| Sejr     | 4–0    | USA Zach Light           | Submission (armbar)             | Strikeforce Challengers 3: Kennedy vs. Cummings    | 25 september 2009 | 2      | 3:38 | USA Bixby           |                                 |
| Sejr     | 3–0    | USA Salvador Woods       | Submission (D’Arce choke)       | Strikeforce: Lawler vs. Shields                    | 6 juni 2009       | 1      | 4:20 | USA Saint Louis     |                                 |
| Sejr     | 2–0    | USA Jeff Carstens        | Submission (rear-naked choke)   | RIE 2: Brotherly Love Brawl                        | 30 april 2009     | 1      | 0:48 | USA Oaks            |                                 |
| Sejr     | 1–0    | USA Steve Schneider      | Submission (slag)               | HP: The Patriot Act                                | 7 februar 2009    | 1      | 1:09 | USA Columbia        |                                 |

## Filmografi
| År   | Titlel          | Rolle    | Noter                                |
| ---- | --------------- | -------- | ------------------------------------ |
| 2010 | Bully Beatdown  | Sig selv | Episode: "Hair Today, Gone Tomorrow" |
| 2017 | The Night Shift | Travis   | Episode: "Do No Harm"                |

| År   | Titlel                 | Rolle    | Noter                                        |
| ---- | ---------------------- | -------- | -------------------------------------------- |
| 2013 | Fight Life             | Sig selv | [ 38 ]                                       |
| 2015 | Straight Outta Compton | T-Bone   |                                              |
| 2016 | Sultan                 | Tyron    | Wrestler                                     |
| 2016 | Kickboxer: Vengeance   | fighter  |                                              |
| 2016 | The Evolution          | Sig selv | Dokumentar mini-serie; Optrådte i en episode |
| 2016 | Breakout               | Skinhead |                                              |
| 2017 | Office Uprising        | Mario    |                                              |
| 2017 | The Favorite           | Nick     |                                              |
| 2017 | Escape Plan 2: Hades   | Akala    |                                              |